# Zanthoxylum pentandrum
Zanthoxylum pentandrum är en vinruteväxtart som först beskrevs av Jean Baptiste Christophe Fusée Aublet, och fick sitt nu gällande namn av Richard Alden Howard. Zanthoxylum pentandrum ingår i släktet Zanthoxylum och familjen vinruteväxter. Inga underarter finns listade i Catalogue of Life.